# Punch Drunks
Punch Drunks (br.: Trocando as pernas) é o segundo curta-metragem estrelando o grupo estadunidense de comédia pastelão Os Três Patetas. O trio fez um total de 190 curtas para a Columbia Pictures entre 1934 e 1959.
Em 2002, a comédia foi selecionada para preservação pela Biblioteca do Congresso dos Estados Unidos pela sua "significância cultural, estética ou histórica." Foi o único filme dos Três Patetas a receber essa homenagem.

## Enredo
O empresário de boxe Moe (Moe Howard) come uma refeição num restaurante junto com alguns lutadores, os quais estão descontentes com seus serviços. O tímido garçom Curly (Curly Howard) chega ao lugar depois de ter saído para "almoçar" e vai atendê-los. Nesse momento, aparece Larry (Larry Fine), um músico andarilho que aceita tocar seu violino para entreter os clientes, por um prato de sopa. Quando toca a popular canção "Pop Goes the Weasel", Curly se descontrola e nocauteia todos os lutadores de Moe, que fica impressionado. Moe imediatamente contrata Curly como lutador e leva Larry para tocar a música, pois em seu estado normal, Curly não é capaz de lutar contra ninguém. Curly recebe o apelido de "Nocaute Stradivarius" e rapidamente sobe no ranking ao derrotar diversos oponentes e se credencia para a luta pelo campeonato mundial contra  "Matador" Kilduff (Al Hill).
Logo no início da luta, Kilduff arremessa Curly na plateia e ele cai em cima de Larry, que fica com seu violino destroçado. Sem a música, Curly não reage aos violentos golpes que recebe e leva uma tremenda surra nos primeiros rounds. Larry sai em disparada tentando encontrar um jeito de tocar a música para Curly. Ele chega com um rádio, mas Curly volta ao normal quando o programa acaba. Larry retorna às ruas e encontra um caminhão com altofalante que tocava um disco com a música. Ele joga o caminhão contra a parede do lugar onde Curly lutava e este, ao ouvir a música, enfim reage e nocauteia o campeão. Ainda enfurecido, ele nocauteia Larry e Moe que tentavam saudá-lo pela vitória, e depois anda em direção a câmera do filme.